# ギンイロシマアジ
ギンイロシマアジ（Spatula versicolor）は、鳥綱カモ目カモ科に分類される鳥類。

## 分布
アルゼンチン（フォークランド諸島含む）、チリ、パラグアイ、ブラジル、ボリビア

## 分類
以下の亜種の分類は、IOC World Bird List (v11.1)に従う。
Spatula versicolor versicolor (Vieillot, 1816)
アルゼンチン南部からチリ中部・ブラジル南部で繁殖する
Spatula versicolor fretensis (King, 1831)
アルゼンチン南部からチリ南部・フォークランド諸島で繁殖する